# 牧の原モア
牧の原モア（まきのはらもあ）は千葉県印西市牧の原一丁目（千葉ニュータウン）にあるショッピングモールである。株式会社千葉ニュータウンセンターが所有・運営する

## 概要
2005年10月7日にオープン。敷地面積9.3ha内に38.200m2の店舗面積を有する。一部を除き平屋建てとなっており、駐車場からそのまま入る事が可能である。北総線印西牧の原駅前にあり、なおかつ国道464号に面しているため、交通アクセスに恵まれた立地となっており、隣接してジョイフル本田千葉ニュータウン店（ホームセンター）、USシネマ千葉ニュータウン（シネマコンプレックス）、近隣にはビッグホップガーデンモール印西、フォレストモール印西牧の原があり、周辺一帯は北総地区における一大ショッピングエリアを形成している。
モール内のヤマダデンキおよびWonderGOOは別棟となっており、駐車場内にはマクドナルド（ドライブスルー）がある。かつては施設内にフードコートがあったが、2017年9月をもって全店閉店となった。

## 主なテナント
一覧・詳細情報は公式サイト「ショップガイド」を参照。
- ヤマダデンキ
- WonderGOO
- TSUTAYA - WonderGOOと同一建屋内に出店
- イエローハット
- ヤオコー
- マツモトキヨシ
- ザ・ダイソー
- 西松屋
- コナカ
- わくわく広場
- ドトールコーヒー
- マクドナルド
- ライザップ
- ヤマハ音楽・英語教室
- アジアンSOLA SPA（温浴施設）
『ヒーリングヴィラ印西』（2016年5月閉館[2]）からリニューアル[3]。
- アイキョーボウル（ボウリング場）
- 印西市コロナワクチン接種特設会場
- 牧の原テーブル（シェアキッチン・レストラン・コワーキング）

## アクセス

### 公共機関
- 北総線 - 印西牧の原駅 北口駅徒歩1分
- 北総交通 - JR小林駅より路線バスを運行。

### 自動車
- 国道464号沿いに店舗があり、下り線よりそのまま入る事が可能。駐車場は1400台駐車可能である。
- 東関東自動車道千葉北インターチェンジ下車 - 千葉県道4号 - 国道464号、約19km。
- 常磐自動車道柏インターチェンジ下車 - 国道16号 - 国道464号、約27km。